# Antünekul

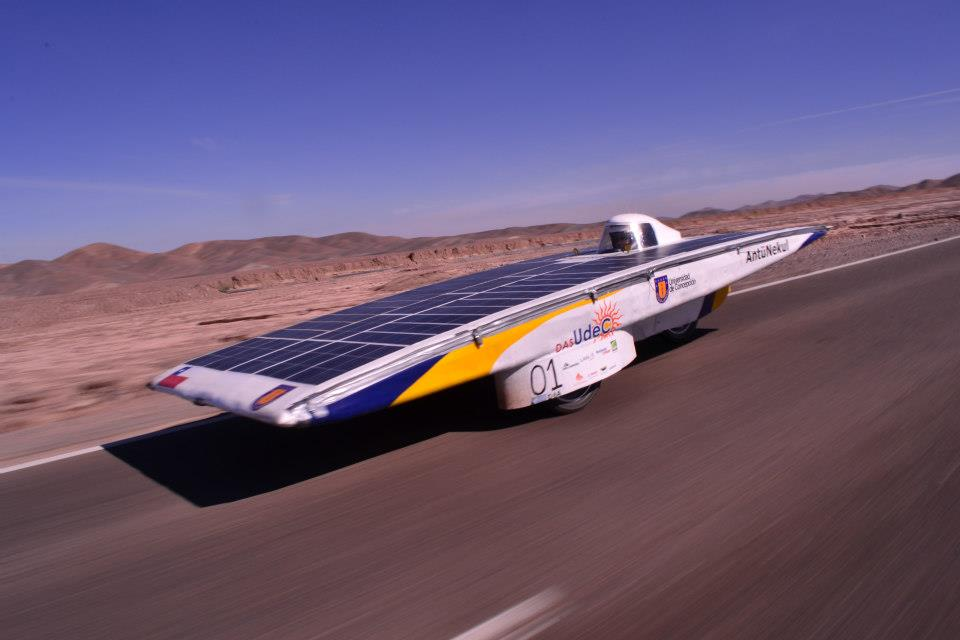
Antünekul en Carrera Solar Atacama 2012

Antünekul (Seguidor del Sol) es el nombre de una serie de vehículos solares de carrera que han sido diseñados y construidos por un grupo interdisciplinario de estudiantes pertenecientes al Equipo DAS-UdeC de la Universidad de Concepción, Chile. El equipo está formado por Ingeniería Civil Aeroespacial, Eléctrica, Electrónica, Industrial, Mecánica y Telecomunicaciones.

## Antünekul 1 (2012)
El primer vehículo solar, obtuvo un notable desempeño en la segunda versión de la Carrera Solar Atacama el año 2012, en la cual se hizo acreedor de un honorable tercer lugar.

## Antünekul 2
El vehículo está finalizando la etapa de diseño, esperando los recursos necesarios para comenzar la etapa de construcción. Este auto solar será una versión mejorada, de cuatro ruedas, más liviana y considerablemente más eficiente que su predecesora, que espera competir en los próximos desafíos solares durante el año 2014.

## Enlaces
- Auto solar UdeC
- DAS-UdeC

- Datos: Q16301356